# Giacomo Triga
Giacomo Triga, född 1674 i Rom, död där 1746, var en italiensk barockmålare. Han var elev till Benedetto Luti. Triga har utfört målningar för ett flertal av Roms kyrkor och var ledamot av Accademia di San Luca. En av Trigas elever var Pietro Bianchi.

## Verk i urval
- Den helige Julianus mirakel (1736) – Santi Celso e Giuliano[1]
- Målningar i Cappella di San Michele – San Francesco di Paola[2]
- De heliga Johannes och Paulus martyrium – Santi Giovanni e Paolo[3]
- Den heliga Maria Magdalena – Cappella di Santa Maria Maddalena, San Marcello al Corso[4]
- Den helige Nikolaus förhärligande – San Nicola dei Prefetti